# الیزابتا ویویانی
الیزابتا ویویانی (ایتالیایی: Elisabetta Viviani؛ زادهٔ ۴ اکتبر ۱۹۵۳) بازیگر، خواننده، سلبریتی و موسیقی‌دان اهل ایتالیا است. وی از سال ۱۹۷۴ میلادی تاکنون مشغول فعالیت بوده است.
از فیلم‌ها یا برنامه‌های تلویزیونی که وی در آن نقش داشته است می‌توان به آس اشاره کرد.